# Без чувства
„Без чувства“ (на английски: Senseless) е американски комедиен филм с елементи на научна фантастика от 1998 година на режисьора Пенелопе Сфирис.

## Сюжет
Внимание:  Текстът по-долу разкрива сюжета на произведението (или части от него)!
Дарил Уидърспун е много талантлив студент по икономика в университета в Стратфорд, но също така е и много беден. За да плати обучението си и в същото време да осигури издръжката на майка си и малките си братя и сестри, Дарил е принуден да печели допълнителни пари като екскурзовод в своя университет, като става платен донор на кръв и сперма няколко пъти на ден. Основната мечта на Уидърспун е да спечели годишния конкурс, който се провежда от известната брокерска фирма „Smythe-Bates“, и да получи позиция на стажант-аналитик. Основният конкурент на Дарил в това състезание е Скот Торп, богат и капризен плейбой, който получава всички добри неща на света от баща си милионер.
За да спечели повече пари, Дарил се съгласява да участва в рискован експеримент, проведен от д-р Томас Уайдън. Той инжектира лекарство в кръвта на Дарил, което силно засилва всичките пет човешки сетива. Благодарение на това Дарил започва да демонстрира изключителни способности, които правят много благоприятно впечатление на г-н Тайсън, който е един от съдиите на състезанието. Освен това Дарил се влюбва в очарователната Джанис, дъщерята на Тайсън, и те започват романтична връзка. Но всичко е унищожено от самия Уидърспун. В желанието си да засили още повече петте си сетива, той си инжектира двойна доза от лекарство. С него започва да се случва нещо неразбираемо, Дарил се втурва към д-р Уейдан за помощ. Лекарят обяснява на Уидърспун, че поради свръхдоза Дарил внезапно и за кратко ще загуби едно от петте сетива и това ще продължи, докато лекарството бъде напълно отстранено от тялото. И сега всички „блестящи“ постижения на Дарил започват да се разпадат. Като хокеен вратар той губи зрението си и отборът му губи. По време на баскетболен мач Уидърспун губи както зрението, така и слуха си и това едва не води до провал на преговорите с важен клиент на „Smythe-Bates“. Личният живот на Дарил също е разрушен: той отново губи зрението си и случайно се озовава в леглото с похотлива студентка в момента, когато Джанис идва в къщата му. Нейното възмущение няма граници и тя прекъсва връзката си с Дарил.
В навечерието на последния изпит, Дарил моли своя доверен приятел Тим да му помогне да се подготви, докато Скот Торп, основният съперник на Уидърспун, се подготвя за изпита с помощта на най-добрите служители на своя богат баща. По време на изпита Скот не успява да отговори на последния въпрос, а Дарил лесно го прави и (срещу възторжените възгласи на майка си и братята си) получава желаната позиция на стажант-аналитик. Но Дарил решава да остане честен човек и признава, че всичките му скорошни постижения са резултат от лекарство. Шокирани от признанието на Дарил, ръководителите на конкурса отменят решението си, но г-н Тайсън, оценявайки благоприличието на Уидърспун, му предлага малка позиция в пощенската служба в „Smythe-Bates“. Година по-късно Дарил става стажант-аналитик във фирма, започва да печели добри пари и майка му и децата се преместват в шикозен апартамент.

## Актьорски състав
| Актьор            | Роля                                                                          |
| ----------------- | ----------------------------------------------------------------------------- |
| Марлон Уейнс      | Дарил Уидърспун – талантлив студент по икономика                              |
| Дейвид Спейд      | Скот Торп – студент по икономика, основният съперник на Дарил                 |
| Матю Лилард       | Тим ЛаФлур – студент, най-добрият приятел на Дарил                            |
| Брад Дуриф        | д-р Томас Уийдън – ръководител на биохимичната лаборатория на университета    |
| Тамара Тейлър     | Джанис Тайсън – студентка, приятелка на Дарил                                 |
| Рип Торн          | Рандал Тайсън – водещ анализатор на „Smythe-Bates“, баща на Джанис            |
| Естер Скот        | Дениз Уидърспун – майка на Дарил                                              |
| Ричард Макгонъгъл | Робърт Белуедър – водещ анализатор на „Smythe-Bates“, колега на Рандал Тайсън |
| Патрик Юинг       | себе си                                                                       |

## Снимачен процес
- Този филм бележи кинодебюта на актрисата Тамара Тейлър.
- Сцените на братството за Дарил са заснети в къщата „Delta Tau Delta“ в Технологичния институт Стивънс в Хобокен, Ню Джърси. Буквите на предните стълби са нарисувани специално за филма и пребоядисани след края на снимките.
- Филмът получава изключително негативни отзиви от критиците. В уебсайта „Rotten Tomatoes“ той има само 6% рейтинг на одобрение.[1]